# Motorové kolo

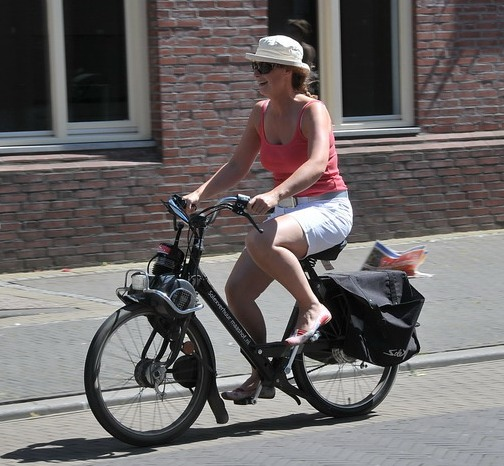
Motorové kolo značky VéloSoleX

Motorové kolo (motokolo, jízdní kolo s pomocným motorkem) je jízdní kolo, které je doplněno o motor a převod síly, díky kterým je možné jet na kole vyšší rychlostí, než kterou umožňuje aktuální výkon cyklisty, případně i zcela bez šlapání. Na rozdíl od motocyklu zde ovšem zůstává možnost pohybu pouze šlapáním.
Rozdíl mezi motorovým kolem a mopedem není zcela pevný. Mopedem se obvykle rozumí dopravní prostředek, kde už je pohon lidskou silou spíše nouzovým a základem je pohon motorový, naopak u motorového kola se spíše předpokládá základní pohon lidskou silou a motor jako výpomoc, když lidské síly docházejí. Tomu odpovídá robustnější a těžší stavba mopedu, která od počátku počítá s motorizací a je jí přizpůsobena, v kontrastu s motorovým kolem, kde je motor často na jízdní kolo fakticky doopravdy přimontován dodatečně.

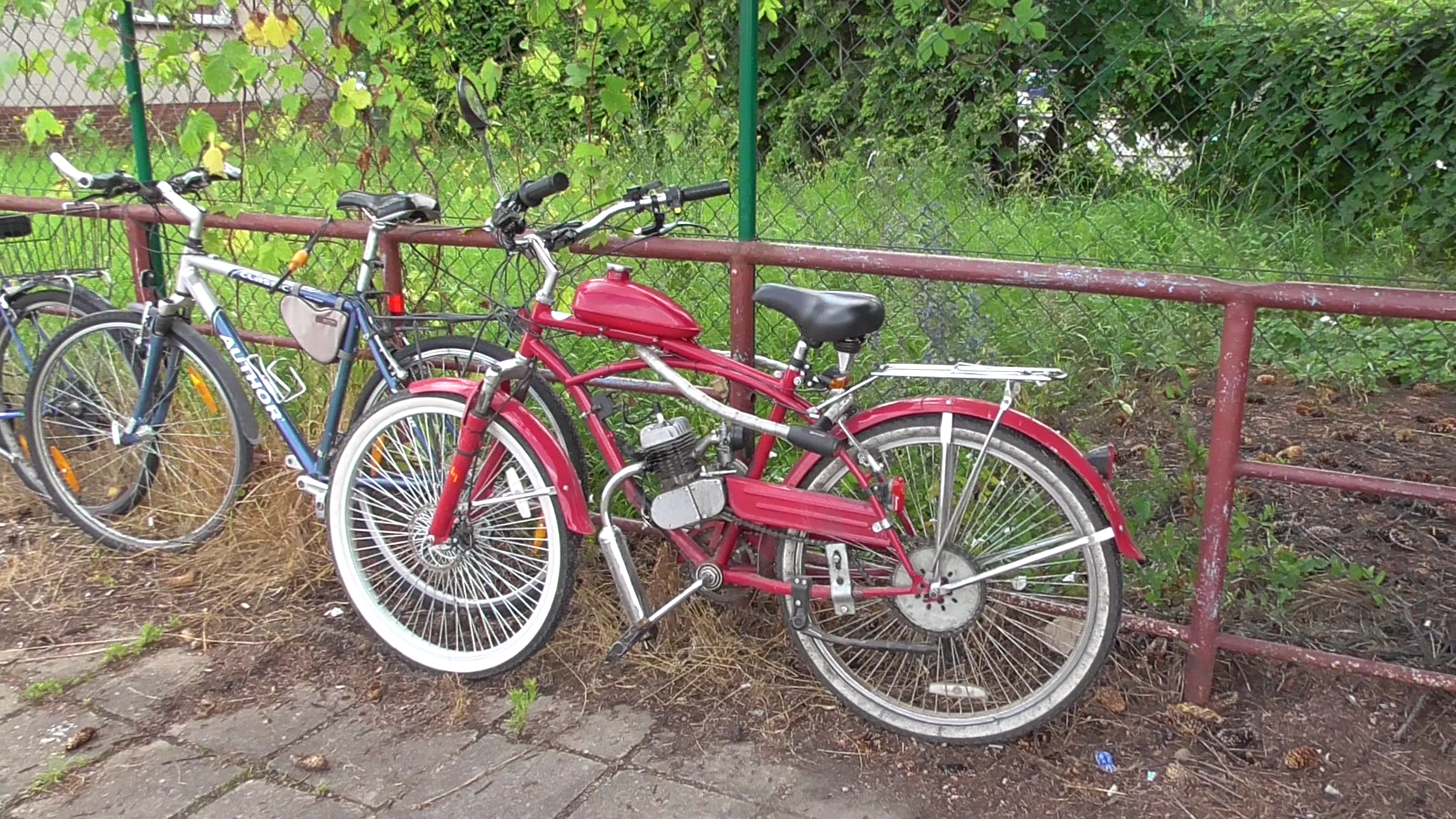
Kolo se spalovacím motorem odstavené na nádraží Chlumec nad Cidlinou

Legislativní chápání motorového kola bývá užší, rozdíl motorového kola proti mopedu a motocyklu (případně dělení na ještě jemnější kategorie) je typicky definován omezením výkonu motoru nebo maximální rychlosti, do které se motor podílí na zrychlování.[zdroj⁠?!]

## Zákony

### Česká republika
Podle patřičné vyhlášky je možné kolo dodatečně vybavit pomocným motorkem a přitom může být nadále chápáno jako jízdní kolo (tedy mj. není potřeba pro jeho řízení řidičské oprávnění), pokud se nezasáhne do charakteru jízdního kola a jeho nosných částí, maximální konstrukční rychlost bude 25 km/h a výkon motorku nepřesáhne 1 kW (a v případě spalovacího motoru bude objem válců do 50 cm³).